# Système de Hunter
Cette page contient des caractères spéciaux ou non latins. S’ils s’affichent mal (▯, ?, etc.), consultez la page d’aide Unicode.
Le système de Hunter est un système de romanisation adopté officiellement au Bangladesh, en Inde et au Pakistan, ou par la Sahitya Akademi (l’académie des langues indiennes).

## Histoire
Le précurseur du système de Hunter est la méthode de translittération développée par Charles Wilkins qui a aussi créé la première police de caractères bengali d’imprimerie. Cette méthode est ensuite étendue par William Jones qui a aussi fondé la Société asiatique de Calcutta. Pour finalement être réadaptée par William Wilson Hunter. Après avoir été proposé, son système de translittération est rapidement rejeté par les partisans du système phonétique Dowler. Le système graphémique de Hunter est finalement adopté en 1872 par le secrétaire d’État d’Inde et l’Indian Council car il peut être facilement étendu pour transcrire plusieurs systèmes d’écriture indiens grâce à un translittération systématique des graphèmes.